# 中国2010年上海世界博览会伊朗馆
中国2010年上海世界博览会伊朗馆是2010年上海世博会上代表伊朗的展馆，位于世博园区A片区，占地面积2000平方米。伊朗馆的主题为“城市多元文化的融合”。
伊朗馆的设计突出了伊斯兰传统建筑的特色，以水、土、光以及色彩作为设计的主要元素。展馆由三个部分组成，分别为历史、现状、未来。展馆中最有特色的则是一巨型的波斯地毯，每个游客都可以参与到地毯的编织中去，所有的游客会在6个月的展期内一同编积完成地毯。